# Constitution du Massachusetts
Lire en ligne

(en) Texte officiel

La constitution de Massachusetts (Constitution of the Commonwealth of Massachusetts) est un document constitutionnel organisant les pouvoirs du Massachusetts, un État du nord-est des États-Unis.  
Elle fut rédigée par John Adams, Samuel Adams et James Bowdoin. Elle fut achevée le 15 juin 1780 et demeure la plus ancienne constitution écrite du monde encore en vigueur à ce jour (après la Constitution de Saint-Marin, rédigée en 1600) ; elle servit de modèle à la Constitution des États-Unis. Elle comprend un préambule et est divisée en chapitres, sections et articles.